# Chu Anping

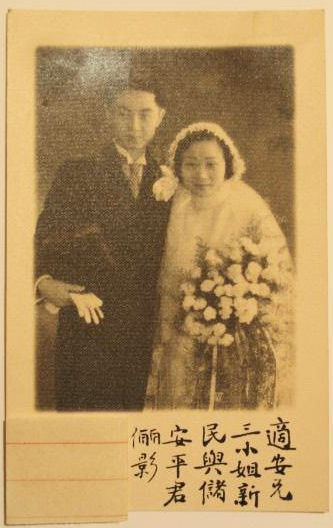
Huwelijksfoto van Chu Anping, jaren 1930

Chu Anping (Chinees: 安平; Hanyu pinyin: Chǔ Ānpíng) (Yixing, 5 november 1909 – Peking, september 1966?) was een Chinees intellectueel en liberaal journalist. Hij werd gezien als een van de toonaangevende liberalen in China. 
Hij is de vader van Chu Wanghua (储望华), een componist die in Australië woont.

## Levensloop
Chu studeerde in de jaren 1930 aan de London School of Economics. Hij was redacteur van Guancha (观察, De waarnemer) tijdens de burgeroorlog tussen Kwomintang en de Communistische Partij van China in de tweede helft van de jaren 1940. 
In 1957 werd hij redacteur van de krant voor intellectuelen, Guangming Ribao. In die tijd behoorde de krant bij de Chinese Democratische Liga, een van de acht partijen die (naast de Communistische Partij van China zijn toegestaan. In 1956, tijdens de eerste fase van de Laat honderd bloemen bloeien-campagne, werden mensen  uitgenodigd kritiek te leveren op de Communistische Partij van China. Maar toen daarop heftige kritiek volgde, werden degenen die kritiek leverden in de campagne Tegen de rechtse elementen vervolgd.  Chu gaf op 1 juni 1957 een lezing, die een dag erop in kranten werd gepubliceerd: “De Partij domineert de wereld”. Spoedig daarop werd hij door Mao Zedong persoonlijk aangevallen en “gezuiverd”. 
Sinds het begin van de Culturele Revolutie wordt hij vermist. Men veronderstelt dat hij, of door mishandeling overleed, of zelfmoord pleegde, of door de omstandigheden zoals vernedering en mishandeling tot zelfmoord werd gedreven. 